# Gabriel Berthomieu
Pour les articles homonymes, voir Berthomieu.
 (janvier 2014).
Si vous disposez d'ouvrages ou d'articles de référence ou si vous connaissez des sites web de qualité traitant du thème abordé ici, merci de compléter l'article en donnant les références utiles à sa vérifiabilité et en les liant à la section « Notes et références ».

a Compétitions nationales et continentales officielles uniquement.

b Matchs officiels uniquement.
Gabriel Berthomieu, né le 15 février 1924 à Graulhet (Tarn) et mort le 6 juillet 1997 à Albi (Tarn), est un joueur français de rugby à XV et international français de rugby à XIII, évoluant aux postes de deuxième ligne ou de pilier.

## Palmarès

### Rugby à XIII
- Collectif :
- Vainqueur de Coupe d'Europe des nations : 1949 et 1952 (France).
- Vainqueur du Championnat de France : 1956 et 1958 (Albi).

#### Coupe du monde
| Édition        | Rang      | Résultats France | Résultats Berthomieu | Matchs Berthomieu |
| -------------- | --------- | ---------------- | -------------------- | ----------------- |
| Australie 1957 | Quatrième | 1 v, 0 n, 3 d    | 1 v, 0 n, 1 d        | 2/4               |

Légende : v = victoire ; n = match nul ; d = défaite.

#### Coupe d'Europe des nations
| Édition | Rang | Résultats France | Résultats Berthomieu | Matchs Berthomieu |
| ------- | ---- | ---------------- | -------------------- | ----------------- |
| 1946    | 2e   | 1 v 0 n 1 d      | 1 v 0 n 1 d          | 2/2               |
| 1947    | 3e   | 1 v 0 n 3 d      | 1 v 0 n 3 d          | 4/4               |
| 1948    | 2e   | 2 v 0 n 2 d      | 2 v 0 n 2 d          | 4/4               |
| 1949    | 1er  | 3 v 0 n 1 d      | 3 v 0 n 1 d          | 4/4               |
| 1950    | 4e   | 1 v 0 n 2 d      | 0 v 0 n 2 d          | 2/3               |
| 1952    | 1er  | 2 v 0 n 1 d      | 1 v 0 n 0 d          | 1/3               |
| 1953    | 4e   | 0 v 0 n 3 d      | 0 v 0 n 2 d          | 1/3               |
| 1956    | 2e   | 1 v 0 n 1 d      | 0 v 0 n 1 d          | 1/3               |

#### Détails en sélection
| 1.  | 23 février 1946  | Angleterre          | 6-16  | Coupe d'Europe | Deuxième ligne | - | - | - | - |
| 2.  | 24 mars 1946     | Pays de Galles      | 19-7  | Coupe d'Europe | Deuxième ligne | - | - | - | - |
| 3.  | 8 décembre 1946  | Angleterre          | 0-3   | Coupe d'Europe | Deuxième ligne | - | - | - | - |
| 4.  | 18 janvier 1947  | Pays de Galles      | 14-5  | Coupe d'Europe | Deuxième ligne | - | - | - | - |
| 5.  | 12 avril 1947    | Pays de Galles      | 15-17 | Coupe d'Europe | Deuxième ligne | - | - | - | - |
| 6.  | 17 mai 1947      | Angleterre          | 2-5   | Coupe d'Europe | Deuxième ligne | - | - | - | - |
| 7.  | 25 octobre 1947  | Angleterre          | 15-20 | Coupe d'Europe | Deuxième ligne | - | - | - | - |
| 8.  | 23 novembre 1947 | Pays de Galles      | 29-21 | Coupe d'Europe | Deuxième ligne | - | - | - | - |
| 9.  | 28 décembre 1947 | Nlle-Zélande        | 7-11  | Test-match     | Deuxième ligne | - | - | - | - |
| 10. | 25 janvier 1948  | Nouvelle-Zélande    | 25-7  | Test-match     | Deuxième ligne | 3 | 1 | - | - |
| 11. | 20 mars 1948     | Pays de Galles      | 20-12 | Coupe d'Europe | Deuxième ligne | - | - | - | - |
| 12. | 11 avril 1948    | Angleterre          | 10-25 | Coupe d'Europe | Deuxième ligne | - | - | - | - |
| 13. | 23 octobre 1948  | Pays de Galles      | 12-9  | Coupe d'Europe | Deuxième ligne | - | - | - | - |
| 14. | 28 novembre 1948 | Angleterre          | 5-12  | Coupe d'Europe | Deuxième ligne | - | - | - | - |
| 15. | 12 mars 1949     | Angleterre          | 12-5  | Coupe d'Europe | Deuxième ligne | - | - | - | - |
| 16. | 10 avril 1949    | Pays de Galles      | 11-0  | Coupe d'Europe | Deuxième ligne | - | - | - | - |
| 17. | 12 novembre 1949 | Pays de Galles      | 8-16  | Coupe d'Europe | Deuxième ligne | - | - | - | - |
| 18. | 4 décembre 1949  | Angleterre          | 5-13  | Coupe d'Europe | Deuxième ligne | - | - | - | - |
| 19. | 25 novembre 1951 | Angleterre          | 42-13 | Coupe d'Europe | Deuxième ligne | - | - | - | - |
| 20. | 25 octobre 1952  | Pays de Galles      | 16-22 | Coupe d'Europe | Deuxième ligne | 3 | 1 | - | - |
| 21. | 23 novembre 1952 | Autres Nationalités | 10-29 | Coupe d'Europe | Deuxième ligne | - | - | - | - |
| 22. | 11 janvier 1953  | Australie           | 5-0   | Test-match     | Deuxième ligne | - | - | - | - |
| 23. | 11 juin 1955     | Australie           | 8-20  | Tournée        | Pilier         | 3 | 1 | - | - |
| 24. | 2 juillet 1955   | Australie           | 29-28 | Tournée        | Deuxième ligne | - | - | - | - |
| 25. | 23 juillet 1955  | Australie           | 8-5   | Tournée        | Deuxième ligne | - | - | - | - |
| 26. | 6 août 1955      | Nouvelle-Zélande    | 19-9  | Tournée        | Deuxième ligne | - | - | - | - |
| 27. | 19 octobre 1955  | Autres Nationalités | 19-32 | Coupe d'Europe | Deuxième ligne | - | - | - | - |
| 28. | 11 décembre 1955 | Grande-Bretagne     | 17-5  | Test-match     | Deuxième ligne | - | - | - | - |
| 29. | 8 janvier 1956   | Nouvelle-Zélande    | 24-7  | Test-match     | Deuxième ligne | - | - | - | - |
| 30. | 21 janvier 1956  | Nouvelle-Zélande    | 24-3  | Test-match     | Deuxième ligne | - | - | - | - |
| 31. | 11 avril 1956    | Grande-Bretagne     | 10-18 | Test-match     | Pilier         | - | - | - | - |
| 32. | 23 décembre 1956 | Australie           | 8-5   | Test-match     | Deuxième ligne | - | - | - | - |
| 33. | 13 janvier 1957  | Australie           | 21-25 | Test-match     | Pilier         | - | - | - | - |
| 34. | 3 mars 1957      | Grande-Bretagne     | 19-19 | Test-match     | Pilier         | - | - | - | - |
| 35. | 10 avril 1957    | Grande-Bretagne     | 14-29 | Test-match     | Pilier         | - | - | - | - |
| 36. | 15 juin 1957     | Grande-Bretagne     | 5-23  | Coupe du monde | Pilier         | - | - | - | - |
| 37. | 17 juin 1957     | Nouvelle-Zélande    | 14-10 | Coupe du monde | Deuxième ligne | - | - | - | - |
| 38. | 23 novembre 1957 | Grande-Bretagne     | 15-44 | Test-match     | Pilier         | - | - | - | - |

#### Détails en club
| Saison    | Saison       | Championnat           | Championnat | Coupe           | Coupe      | Sélection | Sélection | Sélection | Sélection | Sélection | Sélection | Sélection |
| Saison    | Saison       | Comp.                 | Class.      | Comp.           | Class.     | Comp.     | M         | Pts       | Ess.      | Buts      | Dp.       |           |
| --------- | ------------ | --------------------- | ----------- | --------------- | ---------- | --------- | --------- | --------- | --------- | --------- | --------- | --------- |
| 1945-1946 | RC Albigeois | Championnat de France | 1/2 finale  | Coupe de France | 1/4 finale | CE        | 2         | -         | -         | -         | -         |           |
| 1946-1947 | RC Albigeois | Championnat de France | 7e          | Coupe de France | 1/2 finale | CE        | 4         | -         | -         | -         | -         |           |
| 1947-1948 | RC Albigeois | Championnat de France | 1/2 finale  | Coupe de France | 1/4 finale | CE        | 6         | 3         | 1         | -         | -         |           |
| 1948-1949 | RC Albigeois | Championnat de France | 1/2 finale  | Coupe de France | 1/4 finale | CE        | 4         | -         | -         | -         | -         |           |
| 1949-1950 | RC Albigeois | Championnat de France | 6e          | Coupe de France | 1/8 finale | CE        | 2         | -         | -         | -         | -         |           |
| 1950-1951 | RC Albigeois | Championnat de France | 6e          | Coupe de France | 1/8 finale |           |           |           |           |           |           |           |
| 1951-1952 | RC Albigeois | Championnat de France | 5e          | Coupe de France | 1/4 finale | CE        | 1         | -         | -         | -         | -         |           |
| 1952-1953 | RC Albigeois | Championnat de France | 5e          | Coupe de France | 1/8 finale | CE        | 3         | 3         | 1         | -         | -         |           |
| 1953-1954 | RC Albigeois | Championnat de France | 8e          | Coupe de France | 1/2 finale |           |           |           |           |           |           |           |
| 1954-1955 | RC Albigeois | Championnat de France | 1/2 finale  | Coupe de France | 1/4 finale | T         | 4         | 3         | 1         | -         | -         |           |
| 1955-1956 | RC Albigeois | Championnat de France | Vainqueur   | Coupe de France | 1/4 finale | CE        | 5         | -         | -         | -         | -         |           |
| 1956-1957 | RC Albigeois | Championnat de France | 1/4 finale  | Coupe de France | 1/4 finale | CM        | 6         | -         | -         | -         | -         |           |
| 1957-1958 | RC Albigeois | Championnat de France | Vainqueur   | Coupe de France | 1/2 finale |           | 1         | -         | -         | -         | -         |           |
| 1958-1959 | RC Albigeois | Championnat de France | 1/2 finale  | Coupe de France | 1/8 finale |           |           |           |           |           |           |           |